# Valvulinellidae
Valvulinellidae es una familia de foraminíferos bentónicos de la superfamilia Tetrataxoidea, del suborden Fusulinina y del orden Fusulinida. Su rango cronoestratigráfico abarca desde el Tournasiense (Carbonífero inferior) hasta el Namuriense (Carbonífero superior).

## Discusión
Clasificaciones más recientes incluyen Valvulinellidae en el suborden Endothyrina, del orden Endothyrida, de la subclase Fusulinana y de la clase Fusulinata.

## Clasificación
Valvulinellidae incluye al siguiente género:
- Valvulinella †

Otro género considerado en Valvulinellidae es:
- Palaeovalvulina †, aceptado como Valvulinella